# Сарафия
„Сарафия“ е мост със стоманена фермова конструкция, пресичащ река Тигър в Багдад.
Построен е през 1940-те или 1950-те години, по време на Британския мандат в Месопотамия. Свързва северните квартали Уазирия и Утафия.
Мостът е повреден при американска бомбардировка по време на Войната в Персийския залив през 1991 г.
На 12 април 2007 г. част от него е разрушена след експлозия на изоставен камион-бомба. Поне 10 души са убити и 26 са ранени, а според някои сведения други 20 остават в коли, паднали от моста.